# Hemiphyllodactylus insularis
Espèce
Statut de conservation UICN

 DD  : Données insuffisantes
Hemiphyllodactylus insularis est une espèce de geckos de la famille des Gekkonidae.

## Répartition
Cette espèce est endémique des Philippines.

## Description
Hemiphyllodactylus insularis mesure, queue non comprise, de 28,8 à 34,4 mm pour les mâles et de 29,6 à 37,3 mm pour les femelles.

## Publication originale
- Taylor, 1918 : Reptiles of the Sulu Archipelago. Philippine journal of science, vol. 13, p. 233-267 (texte intégral).